# Андерссон, Нильс Юхан
Нильс Юхан Андерссон (швед. Nils Johan Andersson, 20 февраля 1821 — 27 марта 1880) — шведский ботаник.

## Биография
Нильс Юхан Андерссон родился 20 февраля 1821 года.
В 1840 году он стал студентом в Уппсале, а в 1846 году стал адъюнкт-профессором ботаники. В 1855 году он был назначен преподавателем ботаники в Лундском университете. Андерссон внёс значительный вклад в ботанику, описав множество видов растений. Он занимался изучением растений рода Ива, растений семейства Осоковые, растений семейства Злаки и опубликовал множество статей по систематике и морфологии этих таксонов. Иллюстрации для ряда работ Андерссона выполняла шведская художница Генриетта Шёберг.
Умер в Стокгольме 27 марта 1880 года.

## Научная деятельность
Нильс Юхан Андерссон специализировался на папоротниковидных и на семенных растениях.

## Некоторые научные работы
- Enumeratio Plantarum in Insulis Galapagensibus huiusque Observatorum. — Nils Johan Andersson (1861).
- En verldsomsegling. Stockholm 1853—1854, 3 vols, Leipzig 1854.
- Salices Lapponiæ. Uppsala 1845.
- Conspectus vegetationis Lapponiae. ca. 1846.
- Atlas öfver Skandinaviska florans naturliqa familjer. 1849.
- Cyperaceae Scandinaviae. Stockholm 1849.
- Gramineae Scandinavae. Stockholm 1852.
- Om Galapagos-Öernas Vegetation. Stockholm 1854.
- Inledning till Botaniken. Stockholm 1851—1853, 3 vols.
- Väggtaflor för åskådnings-undervisningen i Botanik. 1861—1862.
- Monographia Salicum 1865—1867.